# Вулиця В'ячеслава Зайцева
Вулиця Вячеслава Зайцева — вулиця у Вознесенівському районі міста Запоріжжя. Починається від вулиці Заводської і закінчується Прибережною автомагістралею. До вулиці прилучаються: вулиця Заводська, вулиця Рекордна, Прибережна автомагістраль. Перетинають вулицю: вулиця Незалежної України, проспект Соборний, вулиця Леоніда Жаботинського, вулиця Патріотична, вулиця Перемоги. Загальна протяжність вулиці — 1,95 км. Названа на честь Зайцева Вʼячеслава Олексійовича. До 12 жовтня 2022 року мала назву на честь російського поета і прозаїка, драматурга Михайла Лермонтова (1814—1841).

## Історія
Початок забудови нижньої половини вулиці — з кінця XVIII століття (позначена на плані села Вознесенки 1846 року). Вулиця перетинала селище Вознесенку з південного заходу на північний схід. Напрямок вулиці селища збігався із сучасним. Вулиця мала назву Лермонтова з 1930-х років. Старі хати почали зносились з 1953 року, нині їх немає. При новому плануванні сучасна вулиця у 1950—1960-х роках перенесена на 50 м в бік проспекту Маяковського.
1959 року, через будівництво універмагу «Україна», де раніше стояли глиняні хати, перекладено ділянку трамвайної лінії на вулицю Лермонтова і вул. Правди (нині — вул. Леоніда Жаботинського). Раніше лінія проходила навпростець. Зупинка «Вузлова» перейменована в «Універмаг „Україна“».
1959 року збудовано Запорізьку загальноосвітню політехнічну середню школу № 2 (нині — гімназія № 28).
На початку 1960-х років, на території між вулицею Лермонтова (нині — вул. В'ячеслава Зайцева) і проспектом Маяковського було споруджено завод «Гамма», який у 1991 році став банкрутом, нині приміщення заводу здаються в оренду. У перспективі запланована реконструкція будівлі колишнього заводу.
1961 року побудована восьмирічна трудова політехнічна школа № 72 (нині — гімназія).
У 1970-х роках було збудовано бомбосховище, воно розташовується під автостоянкою колишнього супермаркету «Амстор» (нині — «Сільпо»). Вхід до нього займає магазин «Massa».
1973 року вулицею побудована трамвайна лінія до Палацу спорту «Юність». З відкриттям лінії відпала необхідність в експлуатації кільця біля будинку культури будівельників і цирку, а згодом трамвайне кільце  було розібрано. Відбудовано трамвайне кільце знову у 2003 році.
У 1980-х роках, на перетині з вулицею Правди (нині — вул. Леоніда Жаботинського), було збудовано Палац культури «Орбіта» та будівлю басейну. Перед будівлею колись був фонтан. Нині там розташовані спортивний зал «Fit Haus» та нічний клуб «Орбіта».
25 липня 2005 року, через будівництво супермаркету «Амстор», закрита трамвайна лінія на ділянці від вулиці Правди (вул. Леоніда Жаботинського) до Палацу спорту «Юність», трамвайні  маршрути № 2, 5 та 6 були скорочені до кільця «Цирк». На місці трамвайного кільця побудована автостоянка супермаркету. Впродовж березня — квітня 2008 року трамвайна лінія була остаточно демонтована.
2008 року почалася реконструкця вулиці. Реконструкція 3-кілометрової ділянки передбачала заміну трамвайних рейок від вулиці Заводської до вулиці Правди (вул. Леоніда Жаботинського), демонтаж рейок до вулиці Перемоги, розширення і освітлення вулиці Лермонтова. Також було розпочато будівництво нової ділянки дороги вздовж супермаркету «Амстор» з виходом на Прибережну автомагістраль.
У 2008 році, на перетині з Прибережною автомагістраллю планувалося будівництво житлового комплексу «Перлина Дніпра», який включав у себе 13 багатоповерхових будинків (13-25 поверхів). Комплекс планували побудувати за 5-7 років. Проте, внаслідок фінансової кризи, будівництво припинилося (нині там пустир).
На початку травня 2021 року на вулиці, біля бізнес-центру «L20», встановлена нова скульптура, яка отримала назву «Той, хто мріє». Скульптура виготовлена у вигляді великої кулі з каменів, на якій сидить «людина», яка про щось мріє. Сама «людина» виготовлена з металевих профільних трубочок. Вночі скульптура підсвічувається.
23 червня 2022 року на сайті Запорізької міської ради була створена петицію з пропозицією про перейменування вулиці Лермонтова на честь українського героя та морпіха Атанаса Іванова, який загинув 7 березня 2022 року в боях за Маріуполь, але на сесії Запорізької міської ради було наголошено, що на честь українського героя назвуть іншу одну із вулиць міста.
12 жовтня 2022 року, на сесії Запорізької міської ради було одностайно прийнято рішення про перейменування вулиці Лермонтова  на честь загиблого на фронті, в ході російського вторгнення в Україну, українського громадського діяча, історика, військовослужбовця Збройних сил України, учасника російсько-української війни, керівника консультативної ради учасників АТО при голові Запорізької ОДА, депутата Запорізької міської ради Вячеслава Зайцева. Також загиблому герою присвоєне звання Почесного громадянина м. Запоріжжя.

## Будівлі і об'єкти
- Квітковий ринок
- буд. 9 — Палац культури «Орбіта»
- буд. 9А — Спортивний комплекс «Fit Fans»
- буд. 10 — Будівля є пам'яткою містобудування місцевого значення із назвою «Житловий будинок, що формує ансамбль площі Маяковського» (1954—1957 роки побудови, архітектори: Георгій Вегман, Володимир Погорєлов) і входить до складу комплексу пам'яток «Ансамбль квартальної забудови центральної частини проспекту Соборного у м. Запоріжжя» (1949—1957)[17]
- буд. 14 — Управління праці та соціального захисту населення по Вознесенівському району м. Запоріжжя
- буд. 16 — Гімназія № 28 (раніше — Запорізька загальноосвітня політехнічна середня школа № 2)
- буд. 19 — Відділення банку «Укрсоцбанк»
- буд. 20 — Бізнес центр
- буд. 21 — гімназія № 72 (раніше — Восьмирічна трудова політехнічна школа № 72)
- буд. 24 — АТБ-Маркет (раніше — будівля 2, 4, 5 та 14 цехів колишнього заводу «Гамма»)